# Mbokam
Mbokam est une localité du Cameroun située dans la Région du Nord-Ouest, le département du Bui et la commune de Jakiri.

## Population
Lors du recensement national de 2005, on y a dénombré 1 244 personnes.

## Éducation
Mbokam est doté d'un établissement scolaire public de premier cycle, anglophone (GSS Mbokam).